# Paul Hansen
Paul Hansen (sinh 25 tháng 4 năm 1964 ở Gothenburg) là một nhiếp ảnh gia báo chí Thụy Điển, làm việc cho nhật báo Dagens Nyheter.
Ngày 15 tháng 2 năm 2013, Hansen giành được Giải thưởng Ảnh Báo chí Thế giới 2012, nhờ tấm hình chụp một đám tang, với cảnh mấy người Palestine khiêng xác hai em nhỏ bị chết vì hỏa tiễn do Israel oanh kích. Tấm hình cho thấy một nhóm gồm nhiều người đàn ông đang khiêng thi hài của hai em nhỏ đi qua một con phố hẹp ở Thành phố Gaza, trên đường đến nơi làm tang lễ ở một ngôi đền Hồi Giáo. Hai nạn nhân là hai anh em, một trai một gái, được bọc bằng vải trắng chỉ chừa lại khuôn mặt.
Giám khảo Mayu Mohanna, người Peru, nói: "Sức mạnh của tấm hình nằm ở nét tương phản giữa sự phẫn nộ và đau đớn của những người lớn với nét ngây thơ của con trẻ. Đây là bức hình mà tôi không thể nào quên." Giải thưởng Ảnh Báo chí Thế giới là một trong những giải thưởng cao quý nhất của ngành báo chí, được phân thành chín hạng mục dành cho 54 nhiếp ảnh gia từ 32 quốc gia.
Bức hình chụp vào hôm 20 Tháng Mười Một, 2012 của ông Hansen về nhất, cả trong hạng mục đơn ảnh về tin tường thuật tại chỗ lẫn cho giải tranh tài tổng quát. Bức hình chuyển tải hình ảnh bé Suhaib Hijazi, 2 tuổi, và anh trai Muhammad, 3 tuổi, cả hai cùng thiệt mạng khi căn nhà của các em bị hủy hoại sau cuộc tấn công của Israel. Xác hai em được mấy người chú khiêng, trong khi người cha cũng bị chết mà thi hài của ông được khiêng trên băng ca, có thể thoáng thấy ở hậu cảnh của tấm hình. Người mẹ bấy giờ đang hôn mê và phải nằm ở phòng săn sóc đặc biệt của một bệnh viện.
Hansen nói: "Giải này là vinh dự lớn nhất của nghề làm báo. Tôi thật sung sướng nhưng cũng rất buồn vì gia đình đó bị mất hai con nhỏ, trong khi người mẹ lại đang hôn mê trong bệnh viện."